# فيليب السوابي
فيليب السوابي (بالألمانية: Philipp von Schwaben)‏ (فبراير / مارس 1177 - 21 يونيو 1208) أمير بيت هوهنشتاوفن و ملك ألمانيا من 1198 إلى 1208 .
ناضل على العرش الألماني لفترة طويلة بعد وفاة الإمبراطور هنري السادس بين بيت هوهنشتاوفن و بيت فلف .و يعتبر أول ملك ألماني يتم اغتياله .

## النشأة

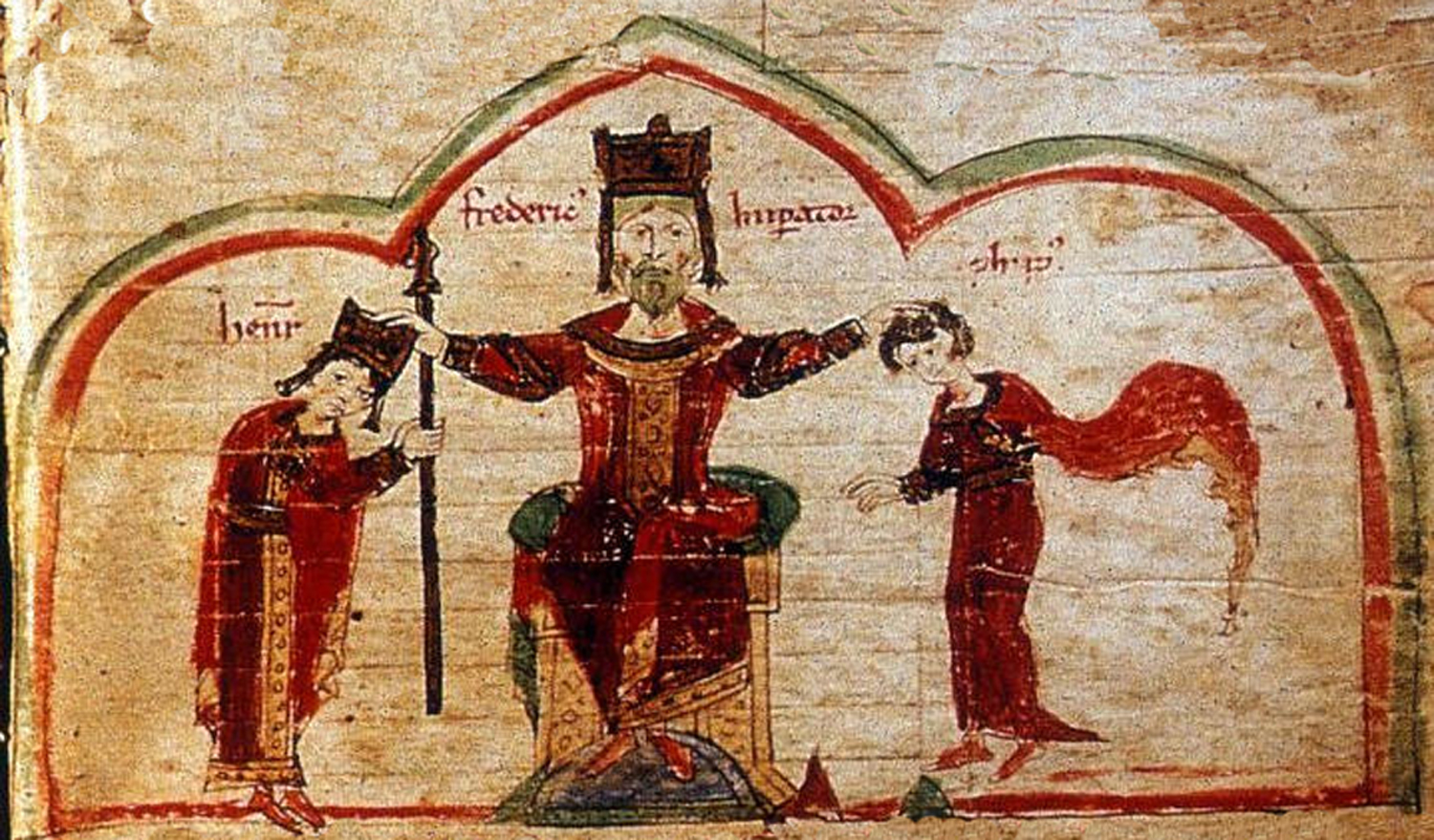
فريدريك بربروسا وأولاده

ولد فيلب في أو بالقرب من بافيا في عهد الإمبراطورية الإيطالية ، الابن الخامس و الأصغر لإمبراطور هوهنشتاوفن فريدريك الأول بربروسا و زوجة الإمبراطور الثانية بياتريس الأولى، الأبنة الوحيدة للكونت رينود الثالث .
عمه الأكبر كونراد الثالث الأول من سلالة شوابيا و هوهنشتاوفن الذي يتم أختيار ملك للرومان في 1138 ، والذي كان بالفعل في منافسة شرسة مع بيت فلف .
خلال الفترة التي ولد فيها فيلب أستطاع والدة الأمبراطور فريدريك تسوية النزاع الذي طال أمدة مع البابا ألكسندر الثالث و المدن الإطالية للالرابطة اللومباردية من خلال إبرامه لمعاهدة البندقية .